# Kamışlar, Kırıkhan
Kamışlar là một xã thuộc huyện Kırıkhan, tỉnh Hatay, Thổ Nhĩ Kỳ. Dân số thời điểm năm 2011 là 187 người.